# ناثانيل دين
ناثانيل دين (بالإنجليزية: Nathaniel Dean)‏ هو ممثل أسترالي، ولد في 1901 في أستراليا.

## أعمال

### أفلام
- (2017)  كوفينانت[4][5]

## وصلات خارجية
- ناثانيل دين على موقع IMDb (الإنجليزية)
- ناثانيل دين على موقع ألو سيني (الفرنسية)
- ناثانيل دين على موقع أول موفي (الإنجليزية)
- ناثانيل دين على موقع قاعدة بيانات الفيلم (الإنجليزية)
- ناثانيل دين على موقع كينوبويسك (الروسية)